# Antoniw (Bila Zerkwa)
Antoniw (ukrainisch Антонів; russisch Антонов Antonow) ist ein Dorf im Südwesten der ukrainischen Oblast Kiew mit etwa 840 Einwohnern.

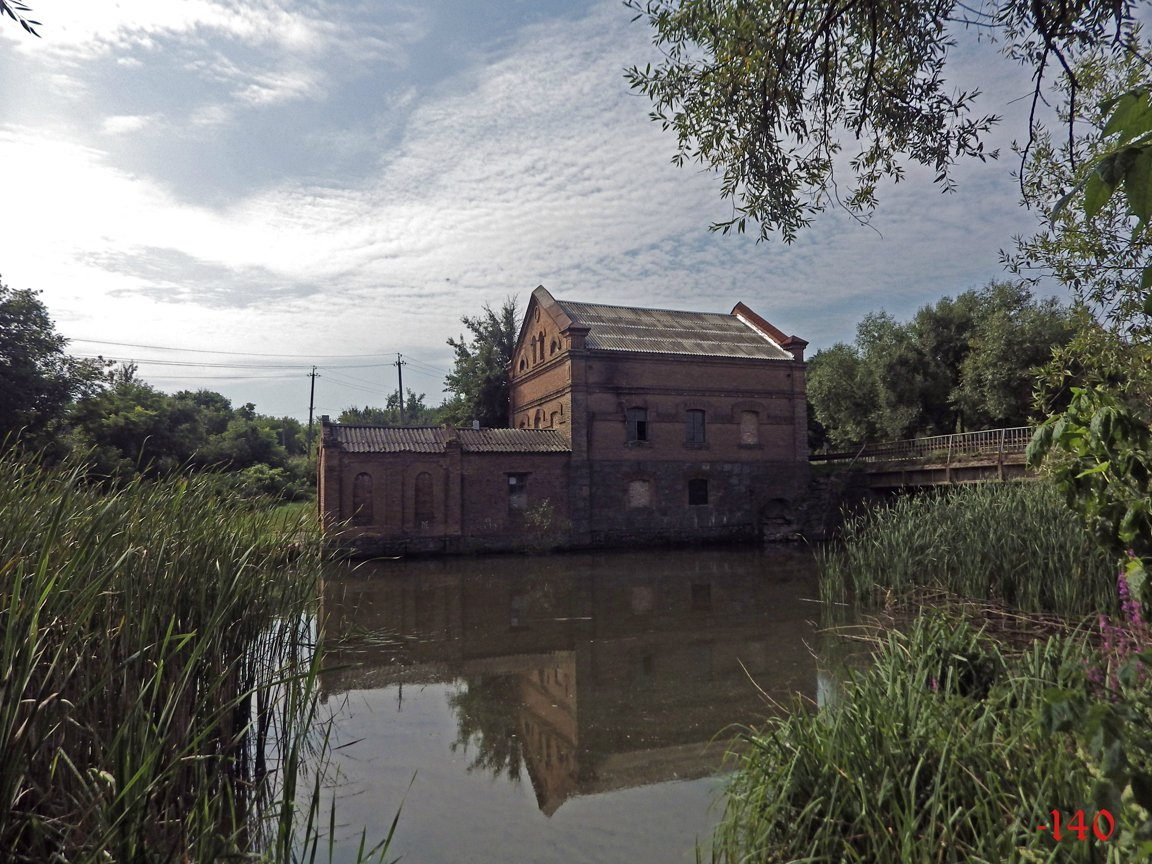
Ehemalige Wassermühle in Antoniw

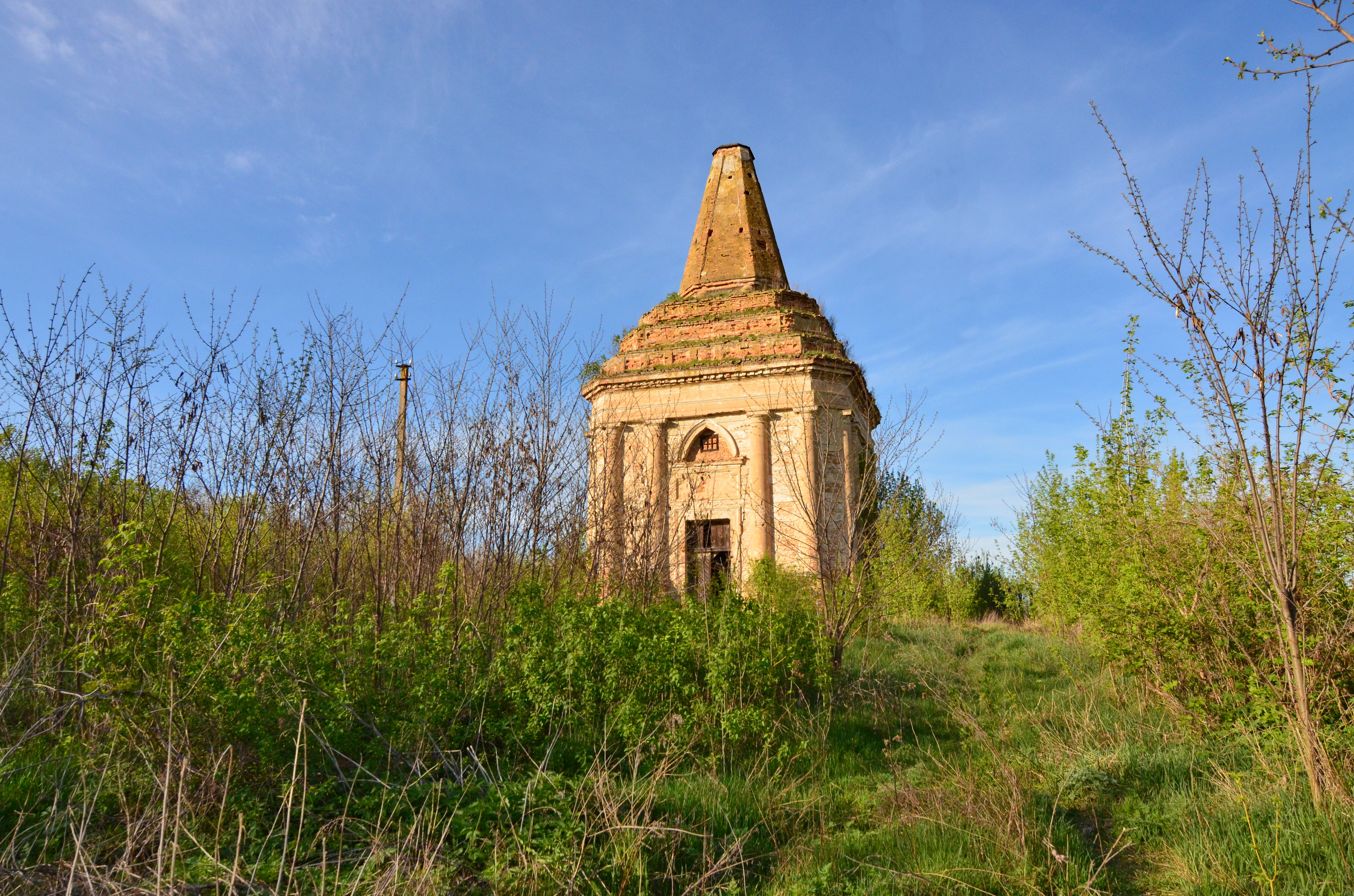
Mausoleum in Antoniw

Das 1471 erstmals schriftlich erwähnte Dorf befindet sich 16 km südöstlich vom ehemaligen Rajonzentrum Skwyra und etwa 125 km südwestlich von Kiew am Ufer der Beresnjanka (Березнянка), einem 44 km langen, linken Nebenfluss des Ros und an der Regionalstraße R–018.
Am 12. Juni 2020 wurde das Dorf ein Teil der neugegründeten Stadtgemeinde Skwyra, bis dahin bildete es die gleichnamige Landratsgemeinde Antoniw (Антонівська сільська рада/Antoniwska silska rada) im Süden des Rajons Skwyra.
Am 17. Juli 2020 kam es im Zuge einer großen Rajonsreform zum Anschluss des Rajonsgebietes an den Rajon Bila Zerkwa.

## Persönlichkeiten
Im Dorf kam 1842 der ukrainische Psychiater, Psychologe, Professor Iwan Sikorskyj zur Welt. Er war der Vater des Luftfahrtpioniers Ihor Sikorskyj.